# ウィズプラス
ウィズプラスとは、秋葉原を主たる拠点とする男装地下アイドルユニットである。
メンバー全員が男装レンタル店「プラスプライム」に在籍している。
完全セルフプロデュースであり、作詞や衣装デザイン、コンセプト、グッズ案、イベントなど全てメンバーが手掛けている。なお、作曲や衣装作成については外部に依頼することもある。
2023年1月よりライブ配信アプリ『ミクチャ』の公認オーガナイザーとなり、不定期にウィズプラスweekとしてライブ配信を行っている。
またFM KITAQ『小倉ちゃちゃちゃラジオ』内にて毎月4週目の月曜に『男装ユニットウィズプラスのウィズラジオ』を放送中。

## 変遷
2017年8月、秋葉原の老舗男装エスコート店「W's collection(ウィズコレクション)」に所属する男装キャスト6名によって結成され、同年9月3日にデビュー。
2022年3月、6名中4名が独立を発表。当該メンバーによりウィズプラス商事株式会社（千代田区神田練塀町）が設立された。
2022年4月23日の主催ライブを以て2名がウィズプラスを卒業。2022年5月より4名体制となる。
2022年10月1日の主催ライブにて新メンバーが加入。以降現在まで5名体制での活動を続けている。

## メンバー
現メンバー
柴崎桐二は2022年10月1日『JUMP OUT!vol.10＆ウィズプラス5th Anniversaryワンマンライブ』2部にて加入が発表された。
ウィズプラスにとって初の新メンバーとなる。
| 名前                            | 誕生日  | メンバーカラー |
| ------------------------------- | ------- | -------------- |
| 速水 シンヤ （はやみ しんや）   | 3月3日  | 白             |
| 斎藤 大河 （さいとう たいが）   | 11月8日 | 赤             |
| 田中 貴織 （たなか きおり）     | 4月9日  | 紫             |
| 天ヶ瀬 一護 （あまがせ いちご） | 3月17日 | ピンク         |
| 柴崎 桐二 （しばさき とうじ）   | 9月9日  | 緑             |

卒業メンバー
2022年4月23日『JUMPOUT!vol.9 & ウィズプラス3rdワンマンライブ』をもってウィズプラスを卒業した。
| 名前                            | 誕生日   | メンバーカラー |
| ------------------------------- | -------- | -------------- |
| 篠原 雪斗 （しのはら ゆきと）   | 11月10日 | 青             |
| 五十嵐 太郎 （いがらし たろう） | 10月16日 | 黄色           |

## 作品
自主制作によるCDシングル及びアルバムを発表している。
- JUMP OUT! （1stシングル）
- From Wonder（2ndシングル）
- W's PLUS（1stアルバム）